# 張弘綱
張 弘綱（ちょう こうこう、1237年 - 1301年）は、モンゴル帝国に仕えた漢人将軍の一人。字は憲臣。父は日本遠征（弘安の役）にも従軍したことで知られる張禧。

## 概要
張弘綱の祖父の張仁義は金末にモンゴルに降った人物で、父の張禧も幼い頃からモンゴル軍に従軍して各地の征服戦争で功績を立てていた。しかし峻烈な性格の張禧は同僚から疎まれ誣告を受けてしまったため、張弘綱が18歳の時に張禧と張弘綱は獄中に入れられてしまった。この時、張弘綱は狂人のふりをして獄卒の油断を誘い、夜間に逃れ去ったという逸話が残されている。その後、ココの助けを得て罪を免れた父子は南宋との戦闘に活躍し、張弘綱は昭信校尉・管軍総把の地位を授けられた。そこから更に、千戸、総管・広威将軍・招討副使、定遠大将軍・招討使と昇進を重ねている。特に、1259年（己未）の鄂州包囲戦では南宋軍の奮戦に苦戦を強いられたため、決死隊が募られ、これに張禧と張弘綱の父子が応じた。張禧父子は東南から城内に入り、張禧は途中で槍を受けて負傷するも張弘綱が奮戦して城の東南隅を破った。戦後、クビライは張禧父子の奮戦を称賛して治療を命じたとされる。
盗賊が安吉州に起こった時には、張弘綱が兵を率いて盗賊の首領を捕らえている。その後、参政の高興に従って建徳渓寨の諸賊を討伐し、この功績により三珠虎符を下賜され、昭勇大将軍・河南諸翼征行万戸の地位を授けられた。大徳5年（1301年）、右丞の劉深による八百媳婦国（ラーンナー王国）侵攻に加わったが（モンゴルのラーンナー侵攻）、この侵攻のために多大な負担が課されたことから同年5月に水東土司の宋隆済が水東・水西・羅鬼の諸蛮を率いて蜂起した。そのため、張弘綱は宋隆済討伐に派遣されたが、雲南全土に波及した叛乱の鎮圧戦は泥沼化し、張弘綱はそのさなかに戦死するに至った。
死後、張弘綱の地位は息子の張漢が後を継いだが、張漢はこれを弟の張鼎に譲り、自らは監察御史・集賢直学士を歴任した。